# 1. Garde-Feldartillerie-Brigade (Deutsches Kaiserreich)
Die 1. Garde-Artillerie-Brigade war ein Großverband der Preußischen Armee.

## Geschichte
Die 1. Garde-Artillerie-Brigade wurde am 16. Juni 1864 durch Trennung der Feld- von der Festungsartillerie in Berlin errichtet, wobei die beiden Teile zu Regimentern zusammengefasst und mit dem ehemaligen Stab der  Garde Artillerie-Brigade zur neu aufgestellten Brigade formiert wurden.
Am 17. Juli 1872 folgte die Umbenennung in Garde-Feldartillerie-Brigade und aus dieser vorläufigen Organisationsform wurde durch A.K.O. vom 7. Mai 1874 eine endgültige Formation.  Am 14. März 1889 wurden die Feldartillerie-Brigaden direkt dem Gardekorps unterstellt, nachdem die Generalinspektion der Artillerie aufgelöst worden war.
1899 erhielt die Brigade ihre endgültige Bezeichnung 1. Garde-Feldartillerie-Brigade und war Teil der 1. Garde-Division, die dem Gardekorps zugeordnet war und ihr Kommando in Berlin hatte.

### Gliederung
- 1864 bis 1872

Garde Feldartillerie-Regiment, Garde Festungsartillerie-Regiment
- 1872 bis 1874

Garde Feldartillerie-Regiment Korps-Artillerie, Garde Feldartillerie-Regiment Divisions-Artillerie
- 1874 bis 1890

1. Garde Feldartillerie-Regiment, 2. Garde Feldartillerie-Regiment
- 1891 bis 1899

Wie vor, zusätzlich Garde Train-Bataillon
- 1899 bis 1914

1. Garde-Feldartillerie-Regiment, 3. Garde-Feldartillerie-Regiment
- Kriegsgliederung bei Mobilmachung 1914

Wie vor, zusätzlich 1. Kompanie Garde-Pionier-Bataillon
- Kriegsgliederung am 3. Mai 1918

1. Garde-Feldartillerie-Regiment, 1. Garde-Fußartillerie-Regiment

### Deutsch-Dänischer Krieg 1864
Im Deutsch-Dänischen Krieg war die Brigade an der Einschließung und Belagerung der Einschließung und Festung Fredericia beteiligt.

### Deutscher Krieg 1866
Im Krieg Preußens gegen das Kaisertum Österreich war die Brigade im Verband der 1. Garde-Division unter Führung des Generals Heinrich von Plonski an den Kämpfen, auch an der entscheidenden Schlacht bei Königgrätz, beteiligt.

### Deutsch-Französischer Krieg 1870/1871
Im Deutsch-Französischen Krieg war die Brigade an den Schlachten bei Gravelotte und Sedan beteiligt, ebenso an der Belagerung von Paris.

### Erster Weltkrieg
Die Brigade war zunächst an der Westfront eingesetzt und wurde Mitte April 1915 an die Ostfront verlegt, wo sie an der Durchbruchsschlacht bei Gorlice-Tarnów beteiligt war sowie von Juli an  bei Krasnystaw und Biskupice und an der Wieprz bzw. Jasiolda im Einsatz. Im September 1915 kehrte sie an die Westfront zurück und kämpfte dort bis zu ihrer erneuten Verlegung an die Ostfront im Juli 1917. Bereits im Oktober kam sie wieder an die Westfront, wo sie an den schweren Kämpfen beteiligt war. Zu den Kampfhandlungen, Gefechten und Schlachten siehe Kampfgeschehen der 1. Garde-Division.

### Verbleib
Im Zuge der durch den Friedensvertrag von Versailles bedingten Demobilisierung wurde die Brigade 1919 aufgelöst.

### Kommandeure
| Name                           | Datum                                              |
| ------------------------------ | -------------------------------------------------- |
| Louis von Colomier             | 26. August 1864 bis 13. Januar 1868                |
| Kraft zu Hohenlohe-Ingelfingen | 14. Januar 1868 bis 25. Oktober 1872               |
| Julius von Dresky und Merzdorf | 26. Oktober 1872 bis 21. September 1877            |
| Rudolf von Helden-Sarnowski    | 22. September 1877 bis 18. November 1878           |
| Wilhelm von Körber             | 19. November 1878 bis 17. November 1884            |
| Adolf von Schell               | 18. November 1884 bis 14. Oktober 1888             |
| Lothar von dem Knesebeck       | 15. Oktober 1888 bis 21. März 1891                 |
| Franz Neubronn von Eisenburg   | 22. März 1891 bis 21. März 1895                    |
| Otto von Saldern-Ahlimb        | 22. März 1895 bis 17. April 1899                   |
| Otto von Dulitz                | 18. April 1899 bis 12. September 1899              |
| Paul von Krenski               | 13. September 1899 bis 17. Mai 1901                |
| George von Wittcken            | 18. Mai 1901 bis 11. September 1902                |
| Paul von Zimmermann            | 12. September 1902 bis 26. Januar 1905             |
| Walter Wasmannsdorff           | 27. Januar 1905 bis 26. Januar 1908                |
| Konstanz von Heineccius        | 27. Januar 1908 bis 30. September 1913             |
| Friedrich von Buddenbrock      | 1. Oktober 1913 bis 11. Juli 1916                  |
| Carl Wintzer                   | 12. Juli 1916 bis Mai 1918                         |
| Hans von Heydebreck            | Mai 1918 bis September 1918                        |
| Alexander von Weltzien         | September 1918 bis Kriegsende                      |
| Carl Wintzer                   | 8. Januar 1919 bis 21. Juni 1919 (Demobilisierung) |